# Большая Весь
Больша́я Весь — деревня в Пашском сельском поселении Волховского района Ленинградской области.

## История
Деревня Большие Нововеси упоминается на карте Санкт-Петербургской губернии Ф. Ф. Шуберта 1834 года.

НОВОВЕСЬ — деревня принадлежит полковнику Зотову, надворному советнику Земке, коллежскому советнику Корсакову и лейтенанту флота Мартьянову, число жителей по ревизии: 74 м. п., 63 ж. п. (1838 год)

Как деревня Большие Нововеси она отмечена на карте Ф. Ф. Шуберта 1844 года.

НОВОВЕСЬ — деревня капитана Жадко-Базилевич, господ Мартьяновых и гвардии ротмистра Зотова, по просёлочной дороге, число дворов — 14, число душ — 19 м. п. (1856 год)

НОВОВЕСЬ БОЛЬШАЯ — деревня владельческая при реке Паше, число дворов — 12, число жителей: 33 м. п., 31 ж. п. (1862 год)

Согласно карте из «Исторического атласа Санкт-Петербургской Губернии» 1863 года деревня называлась Большие Нововеси.
В 1865—1866 годах временнообязанные крестьяне деревни выкупили свои земельные наделы у В. В. Мартьянова и стали собственниками земли.
В 1867 году временнообязанные крестьяне выкупили свои земельные наделы у З. К. Зотова.
В 1873—1873 годах крестьяне выкупили наделы у М. Е. Глазатова и Е. Е. и В. В. Рюмина.
Согласно епархиальным данным 1899 года деревня Новая Весь относилась к приходу церкви Рождества Христова Пашского погоста Новоладожского уезда в Надкопанье.
В конце XIX — начале XX века деревня административно относилась к Николаевщинской волости 3-го стана Новоладожского уезда Санкт-Петербургской губернии.
По данным «Памятной книжки Санкт-Петербургской губернии» за 1905 год деревня называлась Новая-Весь и входила в состав Рыбежского сельского общества.
С 1917 по 1923 год деревня Новая Большая Весь входила в состав Рыбежского сельсовета Николаевщинской волости Новоладожского уезда.
С 1923 года в составе Пашской волости Волховского уезда.
С 1926 года в составе Емского сельсовета.
С 1927 года в составе Пашского района. В 1927 году население деревни Новая Большая Весь составляло 234 человека.
С 1928 года в составе Николаевщинского сельсовета.
Согласно карте Ленинградской области Северо-западного аэрогеодезического треста ГГУ издания 1932 года деревня называлась Большая Новая Весь и насчитывала 17 дворов.
По данным 1933 года деревня называлась Большая Новая Весь и входила в состав Николаевщинского сельсовета Пашского района Ленинградской области.

Деревня Большая Весь на карте 1940 года

С 1955 года в составе Новоладожского района.
В 1958 году население деревни Новая Большая Весь составляло 125 человек.
С 1963 года в составе Волховского района.
По данным 1966 и 1973 годов деревня называлась Большая Весь и также входила в состав Николаевщинского сельсовета Волховского района.
По данным 1990 года деревня Большая Весь входила в состав Рыбежского сельсовета.
В 1997 году в деревне Большая Весь Рыбежской волости проживали 13 человек, в 2002 году — 18 человек (все русские).
В 2007 году в деревне Большая Весь Пашского СП — 12, в 2010 году — 8 человек.

## География
Деревня расположена в северо-восточной части района к западу от автодороги 41К-021 (Паша — Часовенское — Кайвакса).
Расстояние до административного центра поселения — 15 км.
Расстояние до ближайшей железнодорожной станции Паша — 17 км.
Деревня находится на левом берегу реки Паша близ устья Сокольего ручья.

## Демография
| 1838 | 1862 | 1997 | 2002 | 2007 | 2010 | 2012 |
| ---- | ---- | ---- | ---- | ---- | ---- | ---- |
| 137  | ↘64  | ↘13  | ↗18  | ↘12  | ↘8   | →8   |
| 2017 |      |      |      |      |      |      |
| ↘6   |      |      |      |      |      |      |

### Национальный состав
Согласно данным Всероссийской переписи населения 2021 года в деревне проживали 3 человека, все русские.